# دوروتی جیکنس
دوروتی جیکنس (انگلیسی: Dorothy Jeakins؛ ۱۱ ژانویهٔ ۱۹۱۴ – ۲۱ نوامبر ۱۹۹۵) یک طراح لباس اهل ایالات متحده آمریکا بود.